# Miroslav Gajdůsek
Miroslav Gajdůsek (Otrokovice, 20 settembre 1951) è un ex calciatore cecoslovacco.

## Palmarès

### Club

#### Competizioni nazionali
- Campionato cecoslovacco: 2

Dukla Praga: 1976-1977, 1978-1979